# Paraliparis selti
Paraliparis selti — вид глибоководних скорпеноподібних риб родини ліпарисових (Liparidae). Описаний у 2022 році.

## Назва
Видова назва selti перекладається з вимерлої мови кунса як «синій».

## Поширення
Вид поширений на південному сході Тихого океану. Виявлений в Атакамському жолобі на глибині 6714 м.

## Опис
Тіло завдовжки 83 мм. Основна пігментація тіла блакитна, але при зберіганні набуває темного кольору. На голові відсутні щитки чи вусики. P. selti має глибоке заокруглене рило із збереженням тупо заокругленого фартуха. Відрізняється від інших ліпарисів у тому ж районі тим, що має 65 хребців і 12 черевних хребців, що більше, ніж у багатьох інших видів. P. selti також має порівняно низьку кількість грудних плавців, їх лише 18.